# توماس ارين
توماس ارين (8 أكتوبر 1859 - 22 أبريل 1936)  (بالإنجليزية: Thomas Warren)‏ هو لاعب كريكت بريطاني (وحمل سابقاً جنسية المملكة المتحدة لبريطانيا العظمى وأيرلندا).